# 겐코 (1331년)
겐코(元弘, げんこう)는 일본의 연호(元号) 중 하나이다.
- 전후 : 겐토쿠(元徳) 이후 - 겐무(建武) 이전.
- 시기 : 1331년 ~ 1333년
- 천황 : 고다이고 천황
- 쇼군 : 가마쿠라 막부의 모리쿠니 친왕
- 싯켄 : 호조 모리토키

## 개원(改元)
- 겐토쿠 3년 5월 5일(율리우스력 1331년 6월 10일)
  - 고다이고 천황을 중심으로 한 도막(倒幕) 계획이 발각되고, 계획 관계자들에 대한 가마쿠라 막부의 엄중한 단속이 시행된다.
- 같은 해 8월 9일(9월 1일)
  - 고다이고 천황은 「겐토쿠」에서 「겐코」로 개원을 하지만 막부는 이것을 인정하지 않고 계속해서 「겐토쿠」 연호를 사용한다.
- 같은 해 9월 20일(10월 22일)
  - 막부는 고곤 천황을 새로운 천황으로 즉위시킨다.

- 겐코 2년 / 겐토쿠 4년(1332년)
  - 고다이고 천황은 오키로 유배를 가게 되고, 그 사이 고곤 천황은 「쇼쿄」로 개원한다.

- 겐코 3년 / 쇼쿄 2년(1333년)
  - 고다이고 천황은 오키를 탈출해 막부를 쓰러뜨린다. 「쇼쿄」 연호는 가마쿠라 막부 멸망과 함께 사용이 정지된다.

- 겐코 4년 1월 29일(율리우스력 1334년 3월 5일), 겐무로 개원된다.

## 출전
- 『예문류취(藝文類聚)』의 「賀老人星表曰、嘉占元吉、弘無量之祐、隆克昌之祚、普天同慶、率土合歓」

## 겐코 시기에 일어난 일
- 원년
  - 8월 : 고다이고 천황이 교토를 탈출해 3종의 신기를 갖고 가사기야마 산에 들어가다(겐코의 난).
  - 9월 : 구스노키 마사시게가 가와치 시모아카사카 성에서 거병하다.
  - 9월 : 가사기야마 산이 함락되어 고다이고 천황이 포박된다.
  - 9월 : 가마쿠라 막부가 고곤 천황을 옹립해 즉위시킨다.
  - 10월 : 막부가 3종의 신기를 손에 넣다.
- 2년
  - 3월 : 막부가 고다이고 천황을 오키 제도로 귀양을 보낸다.
  - 6월 : 구스노키 마사시게가 지하야성에서, 모리나가 친왕이 환속한 후 요시노에서, 각자 봉기한다.
- 3년
  - 2월 : 아카사카 성이 함락되다.
  - 2월 : 고다이고 천황이 오키 제도를 탈출한다.
  - 5월 : 아시카가 다카우지와 아카마쓰 노리무라 등이 고다이고 천황 측에 호응해, 교토의 로쿠하라 단다이를 쳐부순다. 닛타 요시사다 등은 가마쿠라 막부를 쓰러트린다.
  - 6월 : 고다이고 천황이 입경해 기로쿠죠를 부활하는 등 겐무 신정(建武の新政)을 개시한다.
  - 10월 : 기타바타케 지카후사・아키이에가 노리요시 친왕(고무라카미 천황)을 모시고 무쓰로 향한다.
  - 12월 : 아시카가 다다요시가 나리요시 친왕을 모시고 가마쿠라로 향한다.
  - 호조씨 잔당의 반란이 활발해지다.

### 죽음
- 2년
  - 히노 스케토모
- 3년
  - 호조 다카토키
  - 호조 나카토키

## 서력과의 대조표
| 겐코 | 원년       | 2년       | 3년      | 4년    |
| ---- | ---------- | --------- | -------- | ------ |
| 서력 | 1331년     | 1332년    | 1333년   | 1334년 |
| 북조 | 겐토쿠 3년 | 쇼쿄 원년 | 쇼쿄 2년 | ―      |
| 간지 | 신미       | 임신      | 계유     | 갑술   |

## 같이 보기
- 일본의 연호 일람

| 이전 겐토쿠 | 일본의 연호 1331년 ~ 1334년 | 다음 겐무 |